# Shan (folk)
Shan (burmesiska: ရ္ဟမ္‌းလူမ္ယုိး, uttalat [ʃán lùmjóʊ] enligt IPA; kinesiska: 掸, dǎn enligt pinyin) är ett taifolk på cirka 3 miljoner människor (enligt andra källor uppemot 6 miljoner) bosatt i nordöstra Myanmar (främst Shanstaten, även Mandalaykretsen, Kachinstaten och Kayinstaten) samt i närliggande delar av Kina, Thailand, Kambodja och Vietnam. De talar taispråket shan, som är ömsesidigt begripligt med thai och lao.
Folket räknas till ett av Kinas 56 officiella minoritetsfolk.